# Bois-des-Nauwes
Bois-des-Nauwes is een gehucht in de Henegouwse gemeente Seneffe.
Het gehucht ligt aan de Ruisseau de Renissart.
Bois-de-Nauwes heeft een kerk, de Onze-Lieve-Vrouw-van-het-Heilig-Hartkerk (Église Notre-Dame du Sacré-Coeur) een neoromaans bakstenen kerkgebouw van 1888.

## Nabijgelegen kernen
Seneffe, Rosseignies